# Alwin Renker
Alwin Renker (* 17. September 1931 in Hemsbach (Bergstraße); † 6. Dezember 2013 in Freiburg im Breisgau) war ein deutscher Theologe, Alttestamentler, Gymnasiallehrer, Militärseelsorger und katholischer Priester.

## Leben und Wirken
Nach seinem Theologiestudium mit Promotion an der Universität Freiburg wurde Renker 1958 von Hermann Schäufele im Freiburger Münster zum Priester geweiht. Danach trat er Vikariate in Mannheim, Bad Dürrheim und Philippsburg an und wurde Kooperator an der Münsterpfarrei in Freiburg. Nach mehrjähriger Tätigkeit als Religionslehrer am Berthold-Gymnasium und Kepler-Gymnasium in Freiburg wurde er 1982 durch Erzbischof Oskar Saier mit der Leitung des Institutes für Religionspädagogik Freiburg betraut und zum Professor ernannt. 1997 trat er in den Ruhestand. Renker war lange Jahre Mitglied in der zentralen Planungskommission Baden-Württembergs für den Religionsunterricht, Militärseelsorger in Bremgarten, Geistlicher Rat des Katholischen Deutschen Frauenbundes, Priester der Kirchengemeinden Adelhauser Kirche und Offnadingen.
Alwin Renker war Ehrenmitglied und Verbindungsseelsorger der KDStV Falkenstein im CV zu Freiburg.